# Urmila Matondkar
Urmila Matondkar (Marathi: उर्मिला मातोंडकर) (ur. 4 lutego 1974 w Mumbaju) – indyjska aktorka bollywoodzka. Wyznania hinduistycznego, stanu wolnego (do 2002 roku związana z reżyserem Ram Gopal Varma, autorem m.in. Kolorowej, Ducha, Towarzystwa).

## Filmografia
| Rok  | Tytułl                     | Rola              | Uwagi                                                                   |
| ---- | -------------------------- | ----------------- | ----------------------------------------------------------------------- |
| 1980 | Kalyug                     |                   | jako dziecko                                                            |
| 1980 | Zakol                      |                   |                                                                         |
| 1983 | Masoom                     | Pinky             |                                                                         |
| 1985 | Sur Sangam                 |                   |                                                                         |
| 1987 | Dacait                     |                   |                                                                         |
| 1987 | Zindagi                    |                   |                                                                         |
| 1989 | Bade Ghar Ki Beti          |                   |                                                                         |
| 1989 | Chanakyan                  |                   | pierwsza dorosła rola                                                   |
| 1991 | Narasimha                  |                   | pierwsza dorosła rola w hindi                                           |
| 1992 | Cuda się zdarzają          | Mala              |                                                                         |
| 1992 | Antam                      |                   |                                                                         |
| 1992 | Drohi                      | Bhavna            |                                                                         |
| 1993 | Shreeman Aashiq            |                   |                                                                         |
| 1993 | Gaayam                     |                   |                                                                         |
| 1993 | Bedardi                    |                   |                                                                         |
| 1994 | Kanoon                     |                   |                                                                         |
| 1994 | Aa Gale Lag Ja             | Roshni            |                                                                         |
| 1995 | Rangeela                   | Mili Joshi        | nominacja – Nagroda Filmfare dla Najlepszej Aktorki                     |
| 1995 | Tacholi Varghese Chekavar  |                   | film w języku malajalam                                                 |
| 1995 | Money Money                |                   |                                                                         |
| 1996 | Indian                     |                   |                                                                         |
| 1997 | Judaai                     | Janhvi Sahni      | nominacja – Nagroda Filmfare dla Najlepszej Aktorki Drugoplanowej       |
| 1997 | Mere Sapno Ki Rani         |                   |                                                                         |
| 1997 | Daud: Fun on the Run       | Bhavani           |                                                                         |
| 1997 | Aflatoon                   |                   |                                                                         |
| 1997 | Anaganaga Oka Raju         |                   |                                                                         |
| 1998 | Satya                      | Vidya             | nominacja -Nagroda Filmfare dla Najlepszej Aktorki                      |
| 1998 | Kudrat                     | Mala              |                                                                         |
| 1998 | China Gate                 |                   |                                                                         |
| 1999 | Jaanam Samjha Karo         | Chandni           |                                                                         |
| 1999 | Hum Tum Pe Marte Hain      | Radhika           |                                                                         |
| 1999 | Mast                       | Mallika           |                                                                         |
| 1999 | Dillagi                    | Shalini           |                                                                         |
| 1999 | Khoobsurat                 | Shivani           |                                                                         |
| 1999 | Kaun                       | bez imienia       | pierwsza rola negatywna                                                 |
| 2000 | Jungle                     | Anu               |                                                                         |
| 2000 | Deewane                    | Sapna             |                                                                         |
| 2000 | Kunwara                    | Urmila            |                                                                         |
| 2001 | Pyaar Tune Kya Kiya        | Ria               | rola negatywna nominacja – Nagroda Filmfare za Najlepszą Rolę Negatywną |
| 2001 | Lajja                      |                   | gościnnie                                                               |
| 2002 | Towarzystwo                |                   | gościnnie w piosence                                                    |
| 2002 | Om Jai Jagadish            | Nitu              |                                                                         |
| 2002 | Deewangee                  | Sargam            |                                                                         |
| 2003 | Duch                       | Swati             | Nagroda Krytyków Filmfare dla Najlepszej Aktorki                        |
| 2003 | Tehzeeb                    | Tehzeeb Mirza     |                                                                         |
| 2003 | Pinjar                     | Puro              |                                                                         |
| 2004 | Kochaj albo giń            | Sarika Vartak     | nominacja – Nagroda Filmfare dla Najlepszej Aktorki                     |
| 2005 | Naina                      | Naina             |                                                                         |
| 2005 | Maine Gandhi Ko Nahin Mara | Trisha            |                                                                         |
| 2006 | Banaras                    | Shwetamabri       |                                                                         |
| 2006 | Bas Ek Pal                 | Anamika           |                                                                         |
| 2007 | Ram Gopal Varma Ki Aag     | tancerka cygańska |                                                                         |
| 2007 | Om Shanti Om               | sama siebie       | gościnnie w piosence Dewangi Dewangi                                    |
| 2007 | Speed                      |                   | zapowiedziany                                                           |